# Palazzo Ghirlanda-Silva
Palazzo Ghirlanda Silva è un edificio patrizio della prima metà del diciottesimo secolo che si trova nel centro storico di Brugherio ed è sede della biblioteca civica. Ha una superficie di 1992 metri quadrati, di cui 1407 sono adibiti ai servizi bibliotecari (i rimanenti sono dedicati a galleria espositiva, sala conferenze e uffici).

## Storia

### Origini
Il palazzo, che esisteva già dal XVI secolo e si trovava nel comune di Cassina Baraggia, era di proprietà dei conti Scotti, come la vicina Villa Fiorita (ora sede del Municipio). Nel 1778 Gio Batta Gallarati Scotti lo vendette a Gaspare Ghirlanda Silva di Milano. Dal cognome del nuovo proprietario, l'edificio prese il nome con cui è conosciuto ancora oggi.

### Dai Ghirlanda al Comune di Brugherio
Il 14 dicembre 1872, a causa dei debiti, Carlo Ghirlanda Silva fu costretto a venderlo e ne frazionò la proprietà: una porzione andò al comune di Brugherio, l'altra a Paolo Alberti (fattore dei Ghirlanda, filandiere e consigliere comunale di Cassina Baraggia), mentre il giardino verso la piazza Noseda (ora piazza Cesare Battisti) al cavalier Noseda. Nello specifico, il comune acquistò la "parte civile con corte, parte di giardino e ortaglia"; a Paolo Alberti invece furono ceduti "i rustici, la casa del fattore, la rimanente parte del giardino a sud e l'altra parte di orto". Il comune fu autorizzato legalmente all'acquisto con Regio Decreto del 24 agosto 1872 e pagò la sua quota 25000 lire, accendendo due mutui: uno di 18000 lire presso la Commissione Centrale di Beneficenza amministratrice della Cassa di risparmio di Milano, l'altro di 7000 lire dai coniugi Scotti di Cernusco sul Naviglio.

### Dal Novecento agli anni 2000
Dalla fine del XIX secolo, palazzo Ghirlanda Silva ospitò vari enti al suo interno: la scuola elementare, gli uffici comunali e, nel 1904, anche l'asilo infantile. Nel 1960, con la nascita a Brugherio del servizio bibliotecario, la biblioteca si aggiunse agli altri servizi pubblici già presenti nell'edificio. Il palazzo fu ristrutturato più volte nella seconda metà del Novecento: nel 1970 circa, nel 1982 e, di nuovo, tra il 1998 e il 2003, a causa questa volta di un cedimento strutturale. Terminati i lavori di consolidamento, dal 2003 palazzo Ghirlanda Silva è destinato esclusivamente a sede della biblioteca, della galleria espositiva e della sala polifunzionale.

## Architettura

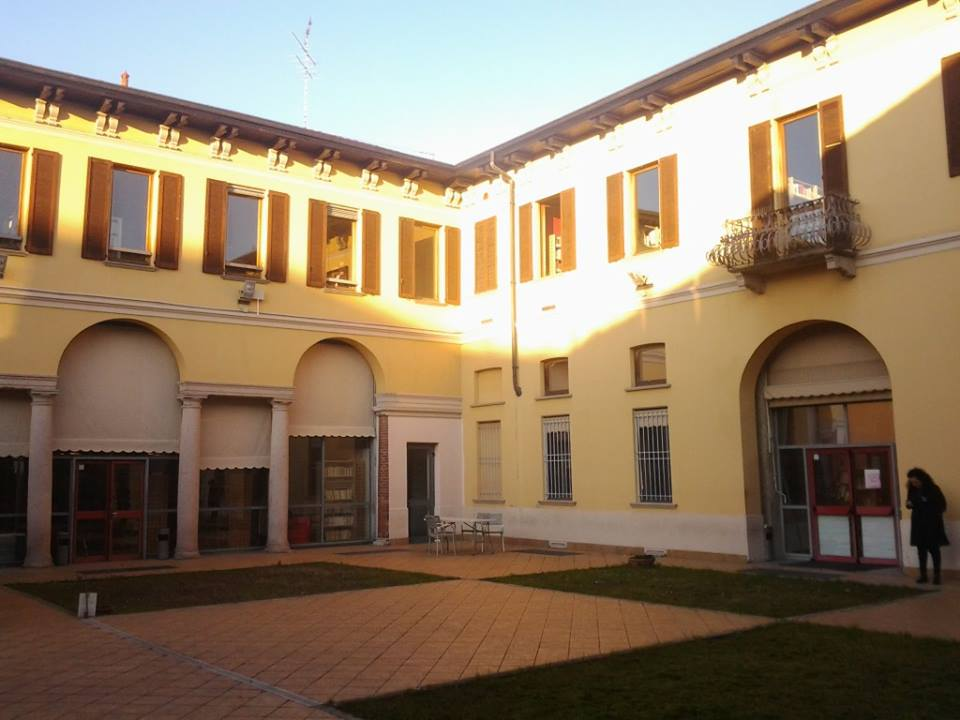
Cortile interno di Palazzo Ghirlanda-Silva

La costruzione, in stile neoclassico settecentesco, ha pianta ad U con la facciata principale rivolta verso l'attuale via Italia (ex via dell'Unione) e le due ali che si sviluppano verso l'interno, delimitando un cortile con portico a colonne binate. Un tempo il portico era aperto, mentre ora è tamponato con vetrate. Sul cortile si affaccia un balcone in ferro battuto. Sulla facciata si apre, invece, un portone monumentale in pietra sormontato da una massiccia balconata decorata, risalente al XX secolo. La copertura è a padiglione, con manto in tegole a coppo di laterizio.
In origine, l'edificio comprendeva ulteriori spazi: i rustici, la casa del fattore, un vasto giardino sul retro, un grande appezzamento di terreno coltivato a prato di fronte alla facciata e un altro terreno piantumato con alberi di gelso. Nella Cronaca dell'allora parroco Paolo Antonio De Petri, datata 1794, il palazzo era così descritto:
Fino alla metà dell'Ottocento la proprietà si estendeva ancora da via dell'Unione a piazza Noseda e solo con la vendita frazionata del 1872 furono eretti i due muri di cinta a sud e ad ovest del palazzo, tuttora presenti.